# Mordella variesignata
Mordella variesignata es una especie de coleóptero de la familia Mordellidae.

## Distribución geográfica
Habita en Argentina.